# Basse-Ham
Basse-Ham è un comune francese di 2 248 abitanti situato nel dipartimento della Mosella nella regione del Grand Est.

## Società

### Evoluzione demografica
Abitanti censiti